# Comuna Rojiște, Dolj
Rojiște este o comună în județul Dolj, Oltenia, România, formată din satele Rojiște (reședința) și Tâmburești. Este format din aproximativ 500 de familii.
Printre instituțiile aflate aici se numără o biserică, un cămin cultural, o grădiniță și o școală generală cu clasele I-VIII.

## Demografie
Componența etnică a comunei Rojiște
     Români (95,8%)
     Alte etnii (0,12%)
     Necunoscută (4,08%)
Componența confesională a comunei Rojiște
     Ortodocși (95,68%)
     Alte religii (0,16%)
     Necunoscută (4,16%)
Conform recensământului efectuat în 2021, populația comunei Rojiște se ridică la 2.498 de locuitori, în creștere față de recensământul anterior din 2011, când fuseseră înregistrați 2.421 de locuitori. Majoritatea locuitorilor sunt români (95,8%), iar pentru 4,08% nu se cunoaște apartenența etnică. Din punct de vedere confesional, majoritatea locuitorilor sunt ortodocși (95,68%), iar pentru 4,16% nu se cunoaște apartenența confesională.

## Politică și administrație
Comuna Rojiște este administrată de un primar și un consiliu local compus din 11 consilieri. Primarul, Ionel Nedelcu[*], de la Partidul Național Liberal, este în funcție din 2012. Începând cu alegerile locale din 2024, consiliul local are următoarea componență pe partide politice:
|  | Partid                          | Consilieri | Componența Consiliului | Componența Consiliului | Componența Consiliului | Componența Consiliului | Componența Consiliului | Componența Consiliului | Componența Consiliului |
|  | ------------------------------- | ---------- | ---------------------- | ---------------------- | ---------------------- | ---------------------- | ---------------------- | ---------------------- | ---------------------- |
|  | Partidul Național Liberal       | 7          |                        |                        |                        |                        |                        |                        |                        |
|  | Partidul Social Democrat        | 3          |                        |                        |                        |                        |                        |                        |                        |
|  | Alianța pentru Unirea Românilor | 1          |                        |                        |                        |                        |                        |                        |                        |